# 1989 a sportban
1989 legfontosabb sporteseményei a következők voltak:

## Események

### Határozott dátumú események
- április 15. – A Liverpool FC–Nottingham Forest FC FA Kupa mérkőzése – a jegy nélkül bejutók nagy száma miatt – tragédiával végződik. (A tömeg a kerítéshez szorította az elől álló szurkolókat, aki közül több mint kétszázan súlyosan megsebesültek, a halottak száma 96 volt.)
- szeptember 17. – október 1. – Moszkvában rendezik az 5. amatőr ökölvívó-világbajnokságot.

### Határozatlan dátumú események
- Egerszegi Krisztina úszó háromszoros felnőtt Európa-bajnoki ezüstérmes (400 m vegyes, 100 és 200 m hát), négyszeres ifjúsági Európa-bajnok (100 és 200 m hát 200 és 400 m vegyes), ifjúsági Európa-bajnok ezüstérmes (200 m pillangó).
- Alain Prost nyeri a Formula–1-es világbajnokságot a McLaren csapat színeiben, csapattársa, Ayrton Senna előtt. (Prostnak ez a harmadik világbajnoki címe.)
- A Bp. Honvéd SE nyeri az NB1-et. (Ez a klub 11. bajnoki címe.)

## Születések
- január 2. – Petar Tomašević, montenegrói származású francia válogatott vízilabdázó
- január 3. – Ucsimura Kóhei, olimpiai és világbajnok japán szertornász
- január 5.
  - Aleksandar Jovetić, szerb labdarúgó
  - Németh Krisztián, U19-es Európa-bajnoki és U20-as világbajnoki bronzérmes magyar válogatott labdarúgó
- január 6. – Sergio León, spanyol labdarúgó
- január 7.
  - Florian Rudy, német labdarúgó
  - Szymon Matuszek, lengyel korosztályos válogatott labdarúgó
- január 9. – Kinga Achruk, lengyel válogatott kézilabdázó, irányító
- január 10.
  - Kristian Bjørnsen, norvég válogatott kézilabdázó
  - Conor Dwyer, olimpiai és világbajnok amerikai úszó
  - Szakai Juki, japán válogatott labdarúgó
- január 11. – Azami Rie, japán válogatott labdarúgó
- január 13. – Andrew Redmayne, ausztrál válogatott labdarúgó
- január 14. – Adam Clayton, angol labdarúgó
- január 15.
  - Martin Dúbravka, szlovák válogatott labdarúgó
  - Nathalia Rakotondramanana, madagaszkári súlyemelő olimpikon
- január 17. – Menczinger Katalin, világ- és Európa-bajnoki bronzérmes magyar válogatott vízilabdázó
- január 18. – Katharina Baunach, német női válogatott labdarúgó
- január 19. – Bencsics Márk, magyar válogatott amerikaifutball-játékos
- január 21. – Csang Suaj, kínai teniszezőnő
- január 24. – Nagaszato Aszano, japán válogatott labdarúgó
- január 28.
  - Szöllősi Szabolcs, magyar válogatott kézilabdázó
  - Bruno Massot, német műkorcsolyázó
- január 29. – Goran Milović, horvát válogatott labdarúgó
- január 30. – Josip Pivarić, horvát válogatott labdarúgó
- február 1. – Lamine Koné, francia származású elefántcsontparti válogatott labdarúgó
- február 2. – Ivan Perišić, horvát válogatott labdarúgó
- február 4. – Valentyina Jevgenyjevna Gunyina, orosz sakknagymester, női nagymester
- február 7.
  - Neil Taylor, walesi válogatott labdarúgó, olimpikon
  - Elia Viviani, olimpiai bajnok olasz kerékpárversenyző, sprinter
- február 8. – Szabó Tünde, magyar atléta, olimpikon
- február 14.
  - Even Hovland, norvég válogatott labdarúgó
  - Ivan Krapić, olimpiai ezüstérmes és világbajnok horvát válogatott vízilabdázó
- február 17.
  - Miguel Molina, spanyol autóversenyző
  - Marina Vlagyimirovna Szudakova, olimpiai és világbajnok orosz válogatott kézilabdázó
- február 18. – Samuel Souprayen, francia labdarúgó
- február 20. – Frederik Storm, dán válogatott jégkorongozó, olimpikon
- február 21.
  - Roman Bezjak, szlovén válogatott labdarúgó
  - Ian Cole, U18-as világbajnoki ezüstérmes és Stanley-kupa-győztes amerikai jégkorongozó
  - Olejnik Pavlo, Európa-bajnok és világbajnoki bronzérmes ukrán születésű, magyar szabadfogású birkózó
- február 23. – Jérémy Pied, francia labdarúgó
- február 25. – Valerică Găman, román válogatott labdarúgó
- március 1. – Hara Nacuko, japán válogatott labdarúgó
- március 2. – André Santos, portugál válogatott labdarúgó
- március 3. – Kian Hansen dán labdarúgó
- március 6.
  - Jana Burmeister, német válogatott labdarúgó
  - Agnieszka Radwańska lengyel teniszezőnő
  - Viktorija Jurjevna Zsilinszkajtye, olimpiai és világbajnok, EHF-Európa-liga-győztes orosz válogatott kézilabdázó
- március 10.
  - Etrit Berisha, albán válogatott labdarúgó
  - Pak Csongu, dél-koreai válogatott labdarúgó
  - Júnior Urso, brazil labdarúgó
- március 12. – Boubacar Talatou, nigeri válogatott labdarúgó
- március 13. – Mahdi Abbasz Alidzsarifeizabadi, Ázsia-bajnok iráni kötöttfogású birkózó
- március 14. – Marwin González, World Series bajnok venezuelai baseballjátékos
- március 15. – Adrien Silva, francia születésű portugál válogatott labdarúgó
- március 16. – Koman Vladimir, ukrán nemzetiségű magyar válogatott labdarúgó
- március 21. – Florent Ogier, francia labdarúgó
- március 23. – Eric Maxim Choupo-Moting, FIFA-klubvilágbajnokság-győztes német születésű, kameruni válogatott labdarúgó
- március 26. – Tigran Vardanjan, magyar színekben versenyző orosz műkorcsolyázó
- március 29.
  - Balogh Zsolt, EHF-kupa-győztes magyar válogatott kézilabdázó
  - James Tomkins, angol labdarúgó, olimpikon
- március 31.
  - Anatolij Anatolijovics Herej, világbajnok ukrán párbajtőrvívó
  - Pablo Daniel Piatti, argentin válogatott labdarúgó
- április 2. – I Bomjong, dél-koreai válogatott labdarúgó
- április 3. – Iveta Luzumová, cseh válogatott kézilabdázó
- április 6. – Stefano Coletti, monacói autóverseny
- április 4. – Dan Peter Ulvestad, norvég labdarúgó
- április 8.
  - Birtalan Botond, magyar labdarúgó
  - Bánusz Tamás, sakkozó, nemzetközi nagymester
- április 15. – Sam Sunderland, brit motorversenyző
- április 16. – Damir Kreilach, horvát korosztályos válogatott labdarúgó
- április 20.
  - Csabai Dóra, Európa-bajnok magyar válogatott vízilabdázónő
  - Sophie Kratzer, német válogatott női jégkorongozó, olimpikon († 2020)
- április 25. – Michael van Gerwen, világbajnok holland dartsjátékos
- április 27. – Lars Bender, olimpiai ezüstérmes német válogatott labdarúgó
- április 28. – Esteban Alvarado, Costa Rica-i válogatott labdarúgó
- április 30. – Alexander Stølås, norvég labdarúgó
- május 1. – Alexander Grünwald, osztrák labdarúgó, középpályás
- május 2.
  - Jakub Brašeň, szlovák labdarúgó
  - Arnaud Djoum, afrikai nemzetek kupája győztes kameruni válogatott labdarúgó
- május 4.
  - Gyurta Dániel, olimpiai, világ- és Európa-bajnok magyar úszó
  - Mario Maloča, horvát válogatott labdarúgó
- május 5. – Alla Kosztyantinyivna Cserkaszova, világ- és Európa-bajnok ukrán női szabadfogású birkózó
- május 6. – Jurij Viktorovics Habovda, ukrán labdarúgó
- május 8. – Giorgio Avola, olimpiai, világ- és Európa-bajnok olasz tőrvívó
- május 10. – Múnír Mohamedí, marokkói válogatott labdarúgó
- május 11. – Giovani dos Santos, U17-es világbajnok, CONCACAF-aranykupa-győztes és olimpiai bajnok mexikói válogatott labdarúgó
- május 16. – Álvaro Domínguez, spanyol válogatott labdarúgó
- május 17.
  - Kavamura Júri, japán válogatott labdarúgó
  - Tessa Virtue, kanadai műkorcsolyázó
- május 18.
  - Alexandru Chipciu, román válogatott labdarúgó
  - Daniel Lafferty, északír labdarúgó
  - Robert Muhren, holland labdarúgó
  - Jonathan Rivierez, francia labdarúgó
- május 20. – Ioan Filip, román labdarúgó
- május 22.
  - Néstor Girolami, argentin autóversenyző
  - Jana Knedlíková, cseh válogatott kézilabdázó
- május 26. – Diana Mary Helen Weicker, világbajnoki bronzérmes kanadai női szabadfogású birkózó
- május 29. – Tóth Tamás, világ- és Európa-bajnoki bronzérmes magyar triatlonversenyző
- május 30.
  - Leszja Viktorivna Curenko, ukrán hivatásos teniszezőnő
  - Jules Goda, afrikai nemzetek kupája-győztes kameruni válogatott labdarúgó
- május 31. – Sean Johnson, amerikai válogatott labdarúgó
- június 3.
  - Katie Hoff, világbajnok és olimpiai ezüstérmes amerikai úszó
  - Piotr Wlazło, lengyel labdarúgó
- június 4. – Silviu Lung Jr., román válogatott labdarúgókapus
- június 6. – Paweł Wojciechowski, világbajnok lengyel atléta, rúdugró
- június 7. – Roque Mesa, spanyol labdarúgó
- június 8. – Bacsinszky Tímea, magyar származású svájci hivatásos teniszezőnő
- június 9. – Matthew Lowton, angol labdarúgó
- június 13. – Erica Elizabeth Wiebe, olimpiai bajnok kanadai női szabadfogású birkózó
- június 14.
  - Elizbar Odikadze, világbajnoki bronzérmes grúz szabadfogású birkózó
  - Joao Rojas, ecuadori válogatott labdarúgó
- június 21.
  - Szabó Krisztián, magyar sakkozó, nemzetközi nagymester
  - Enrico Garozzo, olimpiai ezüstérmes, világbajnoki bronz- és Európa-bajnoki ezüstérmes olasz párbajtőrvívó
- június 23.
  - Lisa Carrington, kétszeres olimpiai- és ötszörös világbajnok új-zélandi kajakozó
  - Kristoffer Nordfeldt, svéd válogatott labdarúgó
- június 25. – Jack Cork, angol labdarúgó
- június 27.
  - Tobias Kempe, német labdarúgó
  - Hvang Szokho, dél-koreai válogatott labdarúgó
  - Frank Stäbler, világ- és Európa-bajnok német kötöttfogású birkózó
- június 28. – Varsandán Milán, magyar válogatott kézilabdázó
- június 29. – Viktar Mihajlavics Szaszunovszki, világ és Európa-bajnoki ezüstérmes fehérorosz kötöttfogású birkózó
- június 30. – Bruno Fratus, világbajnoki ezüstérmes brazil úszó
- július 3.
  - Bernardo Rocha, brazil válogatott vízilabdázó, olimpikon
  - Christopher Bieber, német labdarúgó
- július 5. – Charlie Austin, angol labdarúgó
- július 8. – Roberta Bianconi, olasz vízilabdázó
- július 11. – Bernardo Espinosa, kolumbiai labdarúgó
- július 13. – Joe Cullen, angol dartsjátékos
- július 14. – Georges Bokwé, afrikai nemzetek kupája győztes kameruni válogatott labdarúgó
- július 15.
  - Peter Gojowczyk, német teniszező
  - Alisza Mihajlovna Klejbanova, orosz teniszező
  - Pascal Schürpf, svájci korosztályos válogatott labdarúgó
- július 16.
  - Gareth Bale, Európa-bajnoki bronzérmes, UEFA-bajnokok ligája-, UEFA-szuperkupa- és FIFA-klubvilágbajnokság-győztes walesi válogatott labdarúgó
  - Azubuike Egwuekwe, afrikai nemzetek kupája-győztes nigériai válogatott labdarúgó
- július 17. – Verrasztó Evelyn, Európa-bajnok magyar úszó, olimpikon
- július 18.
  - Aljaz Bedene, szlovén születésű brit hivatásos teniszező
  - Jamie Benn, olimpiai bajnok kanadai jégkorongozó
- július 19. – Patrick Corbin, World Series bajnok amerikai baseballjátékos
- július 20. – Jurij Alekszandrovics Gazinszkij, orosz válogatott labdarúgó
- július 21. – Mihail Kadžaja, Európa-bajnoki  grúz származású, szerb kötöttfogású birkózó
- július 24. – Cody Almond, svájci válogatott jégkorongozó, olimpikon
- július 26. – Avadzsi Szuguru, olimpiai ezüstérmes japán tőrvívó
- július 28. – Ótaki Ami, japán válogatott labdarúgó
- július 29. – Rodrigo Espíndola, argentin labdarúgó († 2016)
- július 31. – Viktorija Fjodaravna Azaranka, korábbi világelső fehérorosz teniszezőnő
- augusztus 1. – Davit Szafariján, világ- és Európa-bajnok örmény szabadfogású birkózó
- augusztus 2. – Szombathelyi Szandra, válogatott röplabdázó
- augusztus 3.
  - Jules Bianchi, francia autóversenyző († 2015)
  - Jesper Nielsen, Európa-bajnoki ezüstérmes, svéd válogatott kézilabdázó, olimpikon
- augusztus 5. – Ermir Lenjani, albán válogatott labdarúgó
- augusztus 12. – Hong Dzsongho, dél-koreai válogatott labdarúgó
- augusztus 10.
  - Ben Szahar, izraeli válogatott labdarúgó
  - Aleksander Melgalvis Andreassen, norvég labdarúgó
- augusztus 13. – Achim Ádám, román labdarúgó
- augusztus 14. – Jonathan Paredes, világbajnoki ezüstérmes mexikói szupertoronyugró
- augusztus 25. – Ali Sabanavics Sabanav, világbajnoki bronzérmes belarusz szabadfogású birkózó
- augusztus 28. – Valtteri Bottas, finn autóversenyző, Formula–1-es pilóta
- augusztus 31. – Széki Attila, labdarúgó, rapper
- szeptember 1.
  - Lisandro López, argentin válogatott labdarúgó
  - Jefferson Montero, ecuadori válogatott labdarúgó
- szeptember 2. –  Alexandre Pato, olimpiai ezüstérmes brazil válogatott labdarúgó
- szeptember 6. – Mikael Appelgren, Európa-bajnoki ezüstérmes svéd válogatott kézilabdázó
- szeptember 8. – Josephine Henning, olimpiai és Európa-bajnok német női válogatott labdarúgó
- szeptember 15.
  - Steliana Nistor, olimpiai bronz-, világbajnoki ezüstérmes és Európa-bajnok román szertornász, edző
  - Dejan Sorgić, szerb labdarúgó
- szeptember 16. – José Salomón Rondón, venezuelai válogatott labdarúgó
- szeptember 17. – Olivier Boumal, kameruni válogatott labdarúgó
- szeptember 19. – George Springer, World Series bajnok amerikai baseballjátékos
- szeptember 21. – Ben Mee, angol labdarúgó
- szeptember 25. – Cuco Martina, curaçaói válogatott labdarúgó
- szeptember 26.
  - Idrissa Gueye, szenegáli válogatott labdarúgó
  - Julija Anatolijivna Tkacs, világ- és Európa-bajnok ukrán női szabadfogású birkózó
- október 4. – Kimmie Meissner, amerikai műkorcsolyázó
- október 6.
  - Leokratisz Keszidisz, görög kötöttfogású birkózó
  - Kim Bogjong, dél-koreai válogatott labdarúgó
- október 9. – David López, spanyol labdarúgó
- október 13. – Alekszandr Jurjevics Jerohin, orosz válogatott labdarúgó
- október 14. – Naszanburmaa Ocsirbat, Ázsia-bajnok és világbajnoki bronzérmes mongol női szabadfogású birkózó
- október 15.
  - Ola Kamara, norvég válogatott labdarúgó
  - Vincent Le Goff, francia labdarúgó
- október 16. – Oszafune Kana, japán válogatott labdarúgó
- október 17. – Alexandru Mățel, román válogatott labdarúgó
- október 24.
  - Ognjen Vranješ, bosnyák válogatott labdarúgó
  - Will Bruin, amerikai válogatott labdarúgó
- október 25. – Sten Grytebust, norvég válogatott labdarúgó
- október 27. – Fidel Chaves, spanyol labdarúgó
- október 30. – Ashley Barnes, Angliában született osztrák labdarúgó
- október 31. – Kirjú Nanasze, japán válogatott labdarúgó
- november 4.
  - Szaíd Abdavali, világbajnok és olimpiai bronzérmes iráni kötöttfogású birkózó
  - Barka Emese, világbajnoki- és Európa-bajnoki bronzérmes szabadfogású magyar birkózó
- november 5. – Víctor Laguardia, spanyol labdarúgó
- november 10.
  - Daniel Adjei, ghánai válogatott labdarúgó
  - Brendon Hartley, új-zélandi autóversenyző
- november 12. – Kóhata Siho, japán válogatott labdarúgó
- november 14. – Rikke Granlund, norvég válogatott kézilabdázó
- november 15. – Staš Skube, szlovén válogatott kézilabdázó
- november 16. – Akeem Latifu, nigériai válogatott labdarúgó
- november 18. – Sandra Toft, dán válogatott kézilabdázó, kapus
- november 20. – Dmitrij Valerjevics Zsitnyikov, orosz válogatott kézilabdázó
- november 22. – Elliot Hilton, angol műkorcsolyázó
- november 24. – Sheniqua Ferguson, bahamai atléta
- november 25.
  - Balikó Milán, magyar labdarúgó
  - Kike García, spanyol korosztályos válogatott labdarúgó
- december 3.
  - Miles Chamley-Watson, világbajnok, olimpiai bronzérmes brit születésű amerikai tőrvívó
  - Alex McCarthy, angol labdarúgó
  - Josan, spanyol labdarúgó
- december 5. – Daryl van Miegham, holland labdarúgó
- december 6. – Gabriel Arias, olimpiai bronzérmes dominikai baseballjátékos
- december 7. – Danny Latza, német labdarúgó
- december 12.
  - Ante Erceg, horvát labdarúgó
  - Knoch Viktor, magyar gyorskorcsolyázó, olimpikon
- december 14.
  - Klaus Gjasula, albán válogatott labdarúgó
  - Casper Ulrich Mortensen, olimpiai bajnok dán kézilabdázó
- december 18. – Kodie Curran, kanadai jégkorongozó
- december 21. – Cheikhou Kouyaté, szenegáli válogatott labdarúgó
- december 24. – Diafra Sakho, szenegáli válogatott labdarúgó
- december 27.
  - Kuno Fubuki, japán válogatott labdarúgó
  - Jekatyerina Alekszandrovna Lagno, Ukrajnában született orosz nemzetiségű 2014-ig ukrán, 2014-től orosz sakknagymester (GM), női nagymester (WGM)
- december 28. – Uszui Rie, japán válogatott labdarúgó
- december 29. – Harri Säteri, olimpiai bajnok és világbajnoki ezüstérmes finn válogatott jégkorongozó

## Halálozások
- január 4. – Papp László, Európa-bajnok és olimpiai ezüstérmes magyar birkózó, ügyvéd, mesteredző, szakíró, sportvezető (* 1905)
- január 7. – Ugo Pignotti, olimpiai és világbajnok olasz tőr- és kardvívó († 1898)
- január 21. – Carl Furillo, World Series bajnok amerikai baseballjátékos (* 1922)
- január 31. – Osborne Anderson, olimpiai és világbajnoki ezüstérmes amerikai jégkorongozó (* 1908)
- február 1. – Erik Persson, svéd válogatott labdarúgó, edző, bandy-játékos és jégkorongozó († 1909)
- február 16. – Arne Jørgensen, olimpiai ezüstérmes dán tornász (* 1897)
- március 8.
  - Jelizaveta Ivanovna Bikova sakkozó, női sakkvilágbajnok (1953–1956, 1958–1962) (* 1913)
  - Albert De Roocker, olimpiai ezüstérmes belga tőrvívó (* 1904)
- március 20. – Mogens Lüchow, világbajnok dán párbajtőrvívó (* 1918)
- március 31. – Hugh Alessandroni, olimpiai bronzérmes amerikai tőrvívó (* 1908)
- április 9. – Birger Holmqvist, olimpiai és világbajnoki ezüstérmes, Európa-bajnok svéd jégkorongozó (* 1900)
- április 13. – Erich Herrmann, olimpiai- és világbajnok német kézilabdázó (* 1914)
- április 23. – Hódos Imre, olimpiai bajnok birkózó (* 1928)
- július 9. – Orbán Ferenc, magasugró atléta, sportújságíró (* 1905)
- augusztus 1. – Kovács János, magyar labdarúgó (* 1912)
- augusztus 18. – Németh Imre, olimpiai bajnok kalapácsvető (* 1917)
- szeptember 30. – Ludwig Schuberth, olimpiai ezüstérmes osztrák kézilabdázó (* 1911)
- október 13. – Fred Agabashian, amerikai autóversenyző, Formula–1-es pilóta (* 1913)
- november 1. – Max Streib, olimpiai bronzérmes svájci kézilabdázó (* 1912)
- november 14. – Jimmy Murphy, walesi labdarúgó, edző (* 1910)
- november 29. – Zombori Ödön (Janicsek Ödön), olimpiai bajnok magyar birkózó (* 1906)
- december ? – Raymond Bru, világbajnoki ezüstérmes, olimpiai bronzérmes belga tőrvívó (* 1906)
- december 23. – Milko Gajdarszki, bolgár válogatott labdarúgó (* 1946)
- december 27. – Giovanni Tubino, olimpiai bajnok olasz tornász (* 1900)
- december 31. – Georges de Bourguignon, világbajnoki ezüstérmes, olimpiai bronzérmes belga tőr- és kardvívó (* 1910)